# Contea di Powell (Montana)
La contea di Powell (in inglese Powell County) è una contea del Montana, negli Stati Uniti. Il suo capoluogo amministrativo è Deer Lodge.

## Storia
La contea fu creata il 31 gennaio 1901.

## Geografia fisica
La contea di Powell ha un'area di 6.042 km² di cui lo 0,29% è coperto d'acqua. Confina con le seguenti contee:
- Contea di Flathead - nord
- Contea di Lewis and Clark - nord-est
- Contea di Jefferson - sud-est
- Contea di Deer Lodge - sud
- Contea di Granite - sud-ovest
- Contea di Missoula - ovest

### Evoluzione demografica

Situazione demografica

## Città principali
- Deer Lodge

## Strade principali
- Interstate 90